# حكومة هونغ كونغ

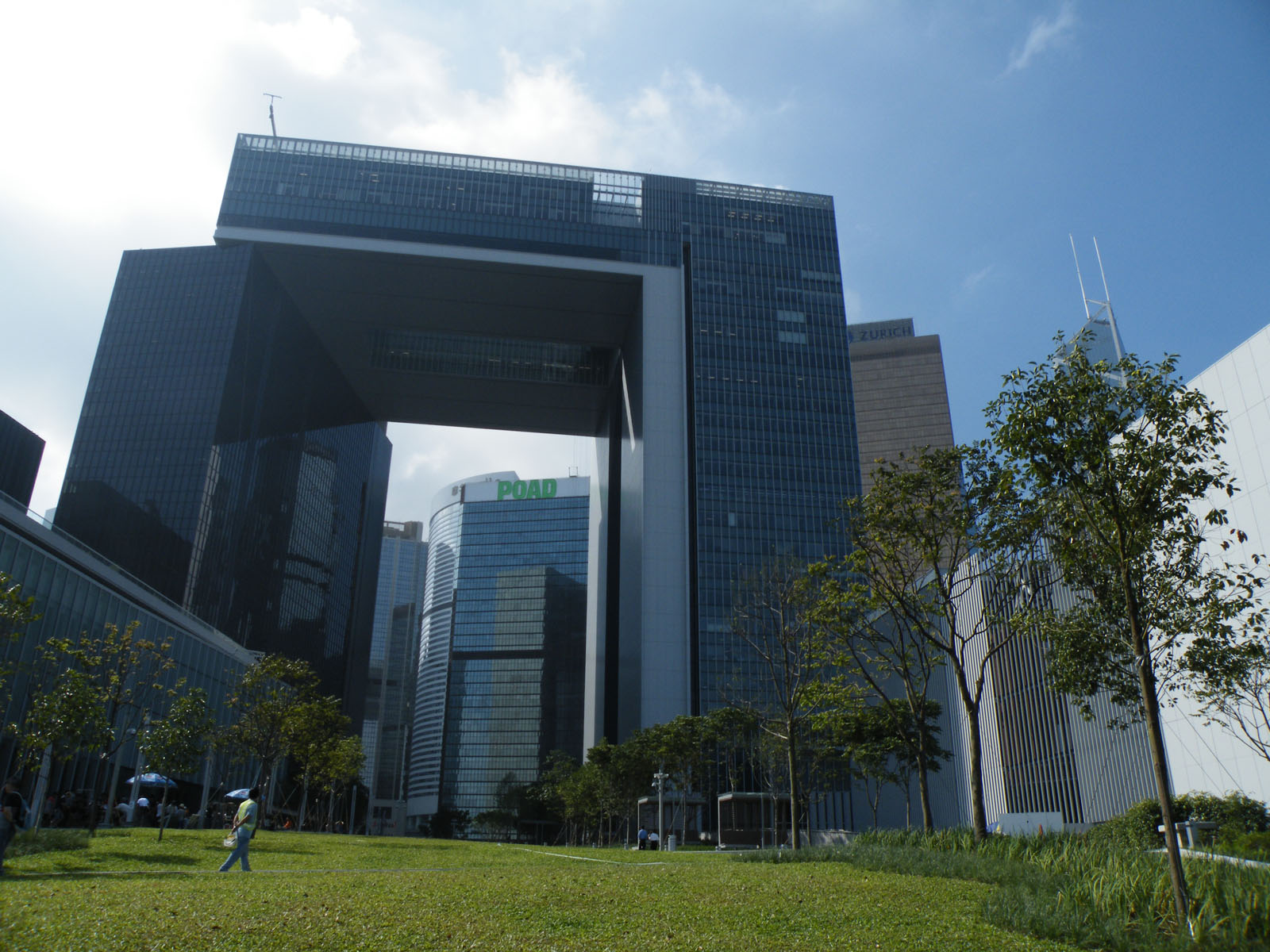
مكاتب الحكومة المركزية ، تامار ، هونغ كونغ.

حكومة منطقة هونغ كونغ الإدارية الخاصة المعروفة اختصارا حكومة هونغ كونغ تشير إلى السلطات التنفيذية في منطقة هونغ كونغ الإدارية الخاصة. يرأس الحكومة بشكل رسمي من قبل رئيس هونغ كونغ التنفيذي الذي يرشح المسؤولين الرئيسيين لتعيينهم من قبل مجلس الدولة لجمهورية الصين الشعبية (الحكومة الشعبية المركزية).
يرأس أمانة الحكومة رئيس وزراء هونغ كونغ وهو أكبر مسؤول رئيسي في الحكومة. يشرف رئيس الوزراء وووزراء الخارجية الآخرون بشكل مشترك على إدارة المنطقة، ويقدمون المشورة للرئيس التنفيذي باعتبارهم أعضاء في المجلس التنفيذي، وهم مسؤولون عن أعمالهم وسياساتهم أمام الرئيس التنفيذي والمجلس التشريعي.
وبموجب المبدأ الدستوري "بلد واحد ونظامان"، فإن الحكومة مسؤولة بشكل حصري عن الشؤون الداخلية والعلاقات الخارجية لهونغ كونغ. في حين تبقى حكومة جمهورية الصين ورغم الاستقلال المالي الذي تتمتع به حكومة هونغ كونغ المسؤولة عن سياسة هونغ كونغ الدفاعية والخارجية.
وعلى الرغم من التطور التدريجي، فإن الهيكل الحكومي الشامل موروث من حقبة هونغ كونغ البريطانية.

## معلومات
1. ↑  Article 68, Hong Kong Basic Law